# Matthew Bell

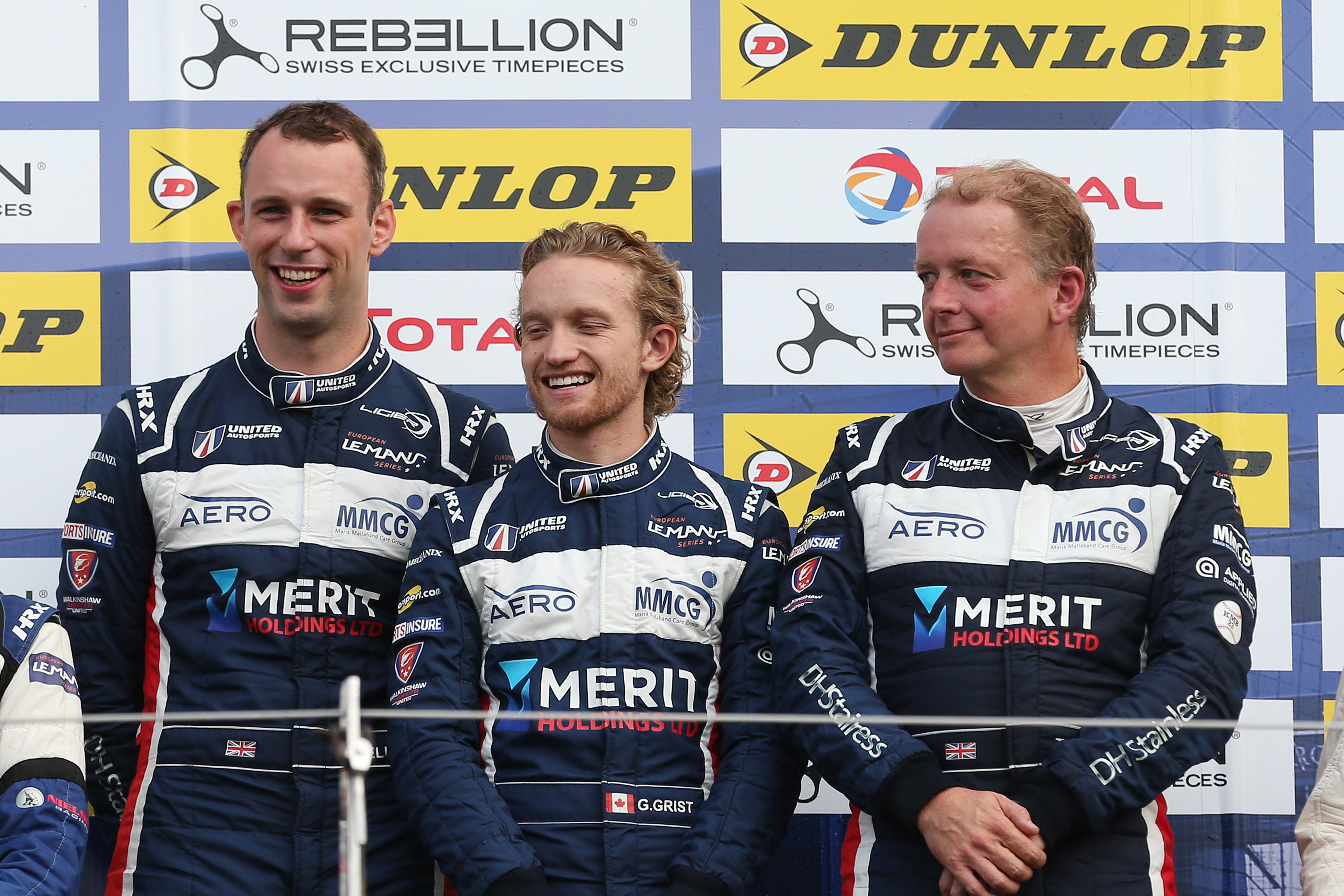
Matthew Bell (links), Garett Grist und Anthony Wells nach ihrem Klassensieg beim 4-Stunden-Rennen von Silverstone 2018

Matthew „Matt“ Bell (* 5. November 1989 in Peterborough) ist ein britischer Autorennfahrer und der Bruder von Rob Bell. 

## Karriere als Rennfahrer
So wie sein zehn Jahre älterer Bruder Rob wurde Matthew Bell Profi-Rennfahrer. Nach der Teenagerzeit, die er weitgehend im Kartsport verbrachte, fuhr er 2009 in der Ginetta G20 Eurocup Trophy sein erstes GT-Rennen. Im Unterschied zu vielen seiner Zeitgenossen verzichtete er von Beginn an auf eine Karriere im Monoposto und bestritt fast ausschließlich zuerst GT- und später Sportwagenrennen. Die Einsätze im Michelin Formula Renault Winter Cup 2010, wo er 13. in der Endwertung wurde (Meister Alex Lynn), blieben die Ausnahme bei den Einsitzern.
In den 2010er-Jahren war er in unterschiedlichen Rennserien aktiv und hatte ausgefüllte Jahresprogramme. Unter anderem startete er in der britischen GT-Meisterschaft, der European Le Mans Series und im Michelin Le Mans Cup. Bis zum Ablauf der Rennsaison 2022 gelangen ihm 13 Gesamt- und acht Klassensiege. Insgesamt stand er 31-mal auf dem Siegerpodest der ersten drei. 2011 war er Gesamtdritter der britischen GT-Meisterschaft und 2021 Zweiter in der Endwertung der LMP3-Klasse der European Le Mans Series. 2020 gewann er gemeinsam mit Naveen Rao die IMSA Prototype Challenge und 2022 mit den Partnern Ben Hanley und Rodrigo Sales die Asian Le Mans Series.
Sein Debüt beim 24-Stunden-Rennen von Le Mans endete 2022 mit dem 20. Rang im Schlussklassement.

## Statistik

### Le-Mans-Ergebnisse
| Jahr | Team           | Fahrzeug                     | Teamkollege   | Teamkollege    | Platzierung | Ausfallgrund |
| ---- | -------------- | ---------------------------- | ------------- | -------------- | ----------- | ------------ |
| 2022 | Nielsen Racing | Oreca 07                     | Rodrigo Sales | Ben Hanley     | Rang 20     |              |
| 2024 | Cool Racing    | Oreca 07                     | Naveen Rao    | Frederik Vesti | Rang 24     |              |
| 2025 | AWA Racing     | Chevrolet Corvette Z06 GT3.R | Orey Fidani   | Lars Kern      | Rang 42     |              |

### Sebring-Ergebnisse
| Jahr | Team                      | Fahrzeug                     | Teamkollege       | Teamkollege       | Platzierung | Ausfallgrund |
| ---- | ------------------------- | ---------------------------- | ----------------- | ----------------- | ----------- | ------------ |
| 2014 | Paul Miller Racing        | Audi R8 LMS ultra            | Bryce Miller      | Christopher Haase | Rang 38     |              |
| 2016 | Stevenson Motorsports     | Audi R8 LMS ultra            | Lawson Aschenbach | Dion von Moltke   | Ausfall     | Motorschaden |
| 2017 | Stevenson Motorsports     | Audi R8 LMS ultra            | Lawson Aschenbach | Andrew Davis      | Rang 22     |              |
| 2020 | Inter Europol Competition | Oreca 07                     | Jakub Śmiechowski | Naveen Rao        | Rang 17     |              |
| 2021 | WIN Autosport             | Duqueine D08                 | Rodrigo Sales     | Niklas Kruetten   | Ausfall     | Unfall       |
| 2023 | AWA                       | Duqueine M30 - D08           | Orey Fidani       | Lars Kern         | Rang 10     |              |
| 2024 | AWA                       | Chevrolet Corvette Z06 GT3.R | Orey Fidani       | Lars Kern         | Rang 37     |              |
| 2025 | AWA                       | Chevrolet Corvette Z06 GT3.R | Orey Fidani       | Lars Kern         | Rang 38     |              |

### Einzelergebnisse in der FIA-Langstrecken-Weltmeisterschaft
| Saison | Team           | Rennwagen                    | 1   | 2   | 3   | 4   | 5   | 6   | 7   | 8   |
| ------ | -------------- | ---------------------------- | --- | --- | --- | --- | --- | --- | --- | --- |
| 2012   | JWA-Avila      | Porsche 997 GT3 RSR          | SEB | SPA | LEM | SIL | SAO | BAH | FUJ | SHA |
| 2012   | JWA-Avila      | Porsche 997 GT3 RSR          |     |     |     |     | 24  |     |     |     |
| 2022   | Nielsen Racing | Oreca 07                     | SEB | SPA | LEM | MON | FUJ | BAH |     |     |
| 2022   | Nielsen Racing | Oreca 07                     | 20  |     |     |     |     |     |     |     |
| 2024   | Cool Racing    | Oreca 07                     | KAT | IMO | SPA | LEM | SAO | AUS | FUJ | BAH |
| 2024   | Cool Racing    | Oreca 07                     | 24  |     |     |     |     |     |     |     |
| 2025   | AWA Racing     | Chevrolet Corvette Z06 GT3.R | KAT | IMO | SPA | LEM | SAO | AUS | FUJ | BAH |
| 2025   | AWA Racing     | Chevrolet Corvette Z06 GT3.R | 42  |     |     |     |     |     |     |     |